# 當銘沙恵美
當銘 沙恵美（とめ さえみ、1998年9月18日 - ）は、静岡県磐田市出身の女子競輪選手。日本競輪選手会愛知支部所属、ホームバンクは豊橋競輪場。日本競輪選手養成所第118期生。師匠は新田康仁（74期）。姉は同じ競輪選手の當銘直美。
苗字である當銘（のうちの當）は旧字体であるため、新聞などのマスコミでは当銘 沙恵美と表記されている。

## 経歴
中高一貫校でもある浜松学院中学校・高等学校出身。姉・直美の影響で高校から自転車競技を始めた。
2019年1月17日、競輪学校第118回技能試験に合格。在校競走成績は14位（3勝）。
2020年5月29日、小倉競輪場でデビューし3着。初勝利は同年11月14日の弥彦競輪場で挙げた。
2023年2月18日、高知FIIで初優勝。